# Matanza indígena en la hacienda de Leito
La matanza indígena en la hacienda de Leito es un triste episodio en la historia ecuatoriana. Se dio en Leito, Provincia de Tungurahua, debido a problemas de tipo político. Los indígenas que habitaban y trabajaban en ese sector buscaban mejores condiciones laborales, esto gereró una violenta reacción por parte de las autoridades.

## Antecedentes
Entre 1907 y 1933 la Sierra Centro Norte tenía a la hacienda como un mecanismo de control territorial. Por esta razón, los indígenas mostraron resistencia; puesto que buscaban adquirir mejores condiciones laborales e intentaban preservar el espacio comunal que les correspondía por derecho. Las actitudes indígenas impusieron un límite en los procesos de expansión de la hacienda; provocando en los terratenientes disposiciones de censura. Durante este período se produjeron cinco levantamientos indígenas.

## Contexto
Luis Fernández Salvador enunció que la hacienda Leito tenía de 80 a 100 arrendatarios; los mismos que debían pagar un arrendamiento en dinero y cumplir con jornadas de trabajo, dos días al mes, en la hacienda. En marzo de 1923 estos arrendatarios, pidieron que se les concediera dominios sobre ciertas partes de la hacienda; esto generó represión por parte de la fuerza pública, quemaron ocho casas de los arrendatarios, estas medidas de represión esbozan el miedo de los terratenientes, ya que se muestra que los arrendatarios buscaban un crecimiento y una emancipación de sus economías sobre el dominio de la hacienda.

## Matanza
El 13 de septiembre de 1923 se produce la matanza en Leito. Un grupo de 70 soldados del ejército junto a Carlos Loza, Jefe Político de Pelileo, asesinó a los campesinos que se impusieron ante la represión del ejército. Varios sobrevivientes de la masacre, se trasladaron al valle de Río Verde Chico y formaron el caserío Vizcaya en la zona de la cordillera oriental. El levamiento indígena se justificó porque las pensiones de arrendamiento eran muy altas; y la represión militar se argumentó porque los arrendatarios establecieron un gran dominio sobre parte de la hacienda y esto no era conveniente para su dueño.

## Conclusiones
Como conclusión, el conflicto entre los indígenas y el sistema de hacienda tenía un carácter de resistencia que buscaba mejorar las condiciones laborales de los trabajadores. Además, se buscó que los terratenientes abandonen su control territorial. Por esta razón, se impuso la represión militar; debido a que no se permitiría poner un límite a la expansión del poder de la hacienda y de los terratenientes.